# Nő a reflektorfényben
A Nő a reflektorfényben (eredeti cím: Woman of the Hour) 2023-ban bemutatott amerikai bűnügyi filmthriller, amelyet Anna Kendrick rendezett. A főbb szerepekben Anna Kendrick, Daniel Zovatto, Nicolette Robinson, Tony Hale és Pete Holmes látható.
A filmet először a Torontói Nemzetközi Filmfesztiválon mutatták 2023. szeptember 8-án. Amerikában és Magyarországon 2024. október 18-án jelent meg a Netflixen.

## Cselekmény
A film története váltakozva mutatja be Rodney Alcala bűncselekményeit (1971–1979 között) és Sheryl Bradshaw 1978-as életét Los Angelesben, amely végül Alcala-val való találkozásához vezet a The Dating Game című tévéműsorban.
1971-ben New Yorkban egy Charlie nevű légiutas-kísérő Rodney segítségét kéri a költözéshez, de a férfi később megtámadja és megöli. 1977-ben Rodney lefényképez egy nőt Wyomingban, akit érzelmileg manipulál, majd megfojt. 1978-ban Sheryl Bradshaw, egy pennsylvaniai származású, de Los Angelesben próbálkozó színésznő szerepet keres. Ügynöke meggyőzi, hogy szerepeljen a The Dating Game-ben, hátha ez hozza meg számára a sikert. Bár Sheryl felszínesnek tartja a műsort, végül elvállalja, a felvételen „3-as számú legényként” Rodney Alcala mutatkozik be.
A stúdió közönségében ülő Laura felismeri Rodney-t, mint azt a férfit, akit utoljára barátnőjével, Alisonnal látott, nem sokkal azelőtt, hogy Alison holtan került elő a tengerparton. Gyanúját elmondja a barátjának, de ő nem veszi komolyan, mondván, biztosan téved, és a műsor készítői biztosan ellenőrzik a jelentkezőket. Amikor Laura producerrel akar beszélni, egy biztonsági őr szándékosan félrevezeti, és egy takarítóhoz küldi. A műsor során Sheryl letér a forgatókönyvtől, mert a kérdések, amiket fel kellene tennie a legényeknek, szerinte szexisták és megalázók. Ennek ellenére Rodney jobb benyomást kelt, mint a másik két jelölt, így ő nyeri meg a fődíjat: egy hétvégi utazást Carmelba Sheryllel.
A felvétel után elmennek inni. Rodney megpróbál lenyűgözni Sherylt azzal, hogy ismeri a színdarabokat, amikről beszél, de amikor a nő játékosan ugratja, hirtelen ingerült lesz, amitől Sheryl kényelmetlenül érzi magát. Mikor elhagyják a bárt, Rodney ragaszkodik hozzá, hogy elkísérje őt a stúdió parkolójába. Telefonszámot kér, de rájön, hogy Sheryl hamisat adott meg. A nő közli, hogy nem akar vele elmenni Carmelba, mire Rodney megfenyegeti. Sheryl rémülten menekül az autójához, és Rodney kis híján megtámadja a kihalt parkolóban. Egy stúdióból kilépő csoport miatt Rodney visszavonul, és Sherylnek sikerül elmenekülnie. Másnap Laura megpróbálja bejelenteni a rendőrségen Rodney tévés szereplését, de nem veszik komolyan, mivel nem tudja megnevezni a férfit vagy az ügyben korábban beszélt rendőrt. Nem sokkal később Sheryl telefonon megköszöni ügynökének a segítséget, majd elhagyja Kaliforniát.
1979-ben, San Gabrielben egy Amy nevű tinédzser szökésben lévő lány utcán él és lopásból tartja fenn magát. Rodney felfigyel rá egy motel előtt, és modellszereplést ígér neki. Amy belemegy, hogy vele tartson, és együtt elautóznak egy elhagyatott sivatagi helyre. Naplementekor Rodney fotózni kezdi, majd megtámadja. Amy másnap a sivatagban tér magához – megkötözve, megerőszakolva és összeverve, miközben Rodney mellette fekszik és sír. A lány úgy tesz, mintha szégyellné magát, és megígéri, hogy nem árulja el, így Rodney levágja a kötelékeit. Amikor megállnak egy benzinkútnál, Amy elmenekül. A rendőrök ezután elfogják Rodney-t.
A záró felirat szerint Rodney az őrizetbe vétel után óvadék ellenében szabadlábra került, és még egy nőt és egy fiatal lányt megölt, mielőtt 1979 júliusában újra letartóztatták. Később legalább hét nőt és lányt bizonyítottan meggyilkolt, és 31 év börtön után  még esélye volt az enyhébb ítéletre, de egy korai áldozata vallomása megakadályozta ezt. A felirat szerint valós áldozatainak száma akár a 130-at is elérheti, és börtönben halt meg.

## Szereplők
| Szerep          | Színész            | Magyar hang       |
| --------------- | ------------------ | ----------------- |
| Sheryl Bradshaw | Anna Kendrick      | Mikecz Estilla    |
| Rodney Alcala   | Daniel Zovatto     | Lengyel Benjámin  |
| Ed Burke        | Tony Hale          | Majorfalvi Bálint |
| Laura           | Nicolette Robinson | Pálmai Anna       |
| Terry           | Pete Holmes        | Pavletits Béla    |
| Amy             | Autumn Best        | Rudolf Szonja     |
| Charlie         | Kathryn Gallagher  | Szilágyi Csenge   |
| Sarah           | Kelley Jakle       | Dobó Enikő        |
| Josh            | Matt Visser        | Rohonyi Barnabás  |
| Arnie           | Jedidiah Goodacre  | Jaskó Bálint      |

### Magyar változat
- Magyar szöveg: Zalatnay Márta
- Hangmérnök: Bartlomiej Majewicz
- Felvevő hangmérnök: Lipics Bálint
- Vágó: Kránitz Bence
- Gyártásvezető: Újréti Zsuzsa
- Szinkronrendező: Aprics László
- Produkciós vezető: Felföldi Anna

A szinkront az Iyuno Hungary készítette el.

## A film készítése
2017 decemberében Ian MacAllister McDonald Rodney and Sheryl című forgatókönyve felkerült a Black Listre, amely évente összegyűjti a legjobb, még meg nem valósított forgatókönyveket. 2021 májusában a Netflix bejelentette, hogy megvásárolta a projektet McDonald forgatókönyve alapján, Chloe Okuno rendezőként, Anna Kendrick pedig főszereplőként csatlakozott.
2022 áprilisában azonban a Netflix már nem volt a projekt része, és a filmet a cannes-i fesztiválon adták el. Anna Kendrick ekkor már rendezőként és producerként is részt vett a munkában, emellett Sheryl Bradshaw szerepét is eljátszotta. A film munkacíme ekkor lett The Dating Game. Kendrick a gázsiját teljes egészében nemi erőszak áldozatait segítő szervezeteknek ajánlotta fel: a Rape, Abuse & Incest National Network és a National Center for Victims of Crime részére. 2022 decemberében az egyik producer pert indított egy másik ellen csalás és szerződésszegés miatt; a The Dating Game három érintett film egyike volt.
A forgatás 2022 októbere és decembere között zajlott Vancouverben, Zach Kuperstein operatőr közreműködésével. Az egyik producer, Sean O’Reilly, szintén Brit Columbiából származik, és az Arcana Studio tulajdonosa, illetve vezérigazgatója.